# Ryōsuke Hisadomi
Ryōsuke Hisadomi (japanisch 久富 良輔 Hisadomi Ryōsuke; * 19. März 1991 in Yugawara) ist ein japanischer Fußballspieler.

## Karriere
Hisadomi erlernte das Fußballspielen in der Schulmannschaft der Toyo High School und der Universitätsmannschaft der Sanno Institute of Management. Seinen ersten Vertrag unterschrieb er 2014 bei Thespakusatsu Gunma. Der Verein spielte in der zweithöchsten Liga des Landes, der J2 League. Für den Verein absolvierte er 32 Ligaspiele. 2016 wechselte er zum Drittligisten Fujieda MYFC. Für den Verein absolvierte er 59 Ligaspiele. 2018 wechselte er zum Zweitligisten Tochigi SC. Für den Verein absolvierte er 52 Ligaspiele. 2020 kehrte er zu Fujieda MYFC zurück. Am Ende der Saison 2022 feierte er mit dem Verein die Vizemeisterschaft und den Aufstieg in die zweite Liga.

## Erfolge
Fujieda MYFC
- Japanischer Drittligavizemeister: 2022  ▲